# Station Szczucin koło Tarnowa Wąskotorowy
Station Szczucin koło Tarnowa Wąskotorowy is een spoorwegstation in de Poolse plaats Szczucin.